# (11679) Brucebaker
(11679) Brucebaker est un astéroïde de la ceinture principale.

## Description
(11679) Brucebaker est un astéroïde de la ceinture principale. Il fut découvert le 25 février 1998 à Haleakala par le programme NEAT. Il présente une orbite caractérisée par un demi-grand axe de 2,15 UA, une excentricité de 0,08 et une inclinaison de 2,5° par rapport à l'écliptique.

## Compléments